# Pentilamin
n-Amilamin je lahka vnetljiva jedka tekočina z vonjem po amoniaku. Je brez barve, lahko hlapljiva in hlapi so težji od zraka.

## Nevarnosti požara, eksplozije in druge nevarnosti
Snov je lahko vnetljiva in jedka tekočina s plameniščem 7 °C, zaradi česar se hlapi zelo lahko vnamejo, pri čemer je tudi sama tekočina zelo hlapna.
Hlapi tvorijo z zrakom eksplozivne in jedke zmesi, ki so težje od zraka in se razširjajo pri tleh, pri čemer lahko pri vžigu ogenj zajame velike površine. Nevarnost vžiga zaradi vročih površin, isker ali odprtega plamena.
Snov tudi silovito reagira z močno oksidirajočimi sredstvi, kot tudi reagira z mnogimi organskimi snovmi, kot so: fenoli, nitrili, glikoletri in oksidi.
Amilamin je topen v alkoholu. 

## Sredstva za gašenje
Za gašenje majhnih požarov uporablja vodo, aparate na peno ali ogljikov dioksid, medtem ko se za velike požare uporablja voda ali pena.
Posode s snovjo je potrebno hladiti z razpršenim vodnim curkom in jih po možnosti odstraniti iz nevarnega območja

## Nevarnosti za zdravje
Tekočina se resorbira skozi kožo in povroča poškodbe kože, medtem ko hlapi močno dražijo oči in dihalne organe.
Pri segrevanju do razkroja se razvijajo strupeni nitrozni plini.

## Varnostni ukrepi
Zelo dobro prezračevanje, izsesavanje iz spodnjih delov prostora; tla odporna pred topili in raztopinami hidroksidov; predvidimo možnost za izpiranje tal; eksplozijsko nevarno območje; varnostni ukrepi pred statično elektriko; zagotovimo gasilna sredstva, gasilna pregrinjala, steklenice z vodo za izpiranje oči in pri ravnanju z večjimi količinami vodne prhe; uporabljamo zaprte in ozemhene aparate (ne iz aluminija ali bakra); hlape izsesavamo na mestih izvora; preprečiti moramo vse vire vžiga, kot so električne priprave, odprt plamen, iskre in vire toplote; posode hranimo tesno zaprte v hladnem, dobro zračenem prostoru, ločeno od koncentriranih kislin in oksidirajočih sredstev (snovi, ki povzročajo požar), s katerimi močno reagira; pri pretakanju preprečimo prosti pad in brizganje; črpalke, armature in ventili morajo biti v eksplozijsko varni izvedbi; razlito tekočino posesamo z vezavnim sredstvom (ekspandirana sljuda, kremenčeva pena, suha zemlja itd.) in predamo na določeno mesto za nevtralizacijo odpadkov; prepovedano je jesti, piti in hraniti živež v delovnih prostorih; preprečimo stik z očmi, kožo in obleko; kontaminirano obleko takoj zamenjamo; po delu si umijemo roke z milom in vodo; uporabljamo proti ognju varno zaščitno obleko, zaščitne rokavice in tesno prilegajoča se zaščitna očala ter po potrebi zaščitimo dihala z zaščitno masko s filtrom A (rjava barva); pri večjih koncentracijah hlapov daje popolno zaščito izolacijski aparat. Obvezna sta predhodno in periodično poučevanje delavcev in izdaja potrdil o preizkusih znanja; obdobni zdravniški pregledi delavcev.

## Ukrepi v primeru prometnih nesreč
Zagotovimo umik oseb, ki niso udeležene pri reševanju, po možnosti proti vetru ali prečno na smer vetra. Obvestimo milico in gasilce. Izključimo vse vire vžiga. Uporabljamo izolacijski aparat za zaščito dihalnih organov in zaščitno obleko. Pokličemo strokovnjake. Nevarnost nastanka eksplozivnih zmesi! Nevarno področje zapremo. Opozorimo prebivalce stanovanjskega in industrijskega območja. Če pride snov v tekočo vodo, opozorimo uporabnike hladilne, pitne in industrijske vode. Razlito snov obdamo z nasipom in tekočino prečrpamo. Globoko ležeče prostore v stanovanjskem in industrijskem območju zatesnimo.

## Onesnaženje voda
Tekočina je nevarna za vode, saj ima strupeni učinek na ribe kot tudi na druge žive organizme.

## Prva pomoč
Ponesrečenca prenesemo na svež zrak. Pri zastoju dihanja mu dajemo do prihoda zdravnika umetno dihanje (kisik). Kontaminirane dele obleke takoj odstranimo, prizadete dele telesa pa temeljito speremo z vodo; pri poškodbah oči moramo oko 10-15 minut spirati z vodo. Očesno veko s palcem in kazalcem odpremo, hkrati pa je treba oko premikati v vse smeri. Ne smemo dopustiti, da se ponesrečenec ohladi. Takoj moramo poklicati zdravniško pomoč. Pri nevarnosti nezavesti - položaj in transport v stabilni bočni legi.